# HAPSモバイル
HAPSモバイル株式会社（英: HAPSMobile Inc.）は、かつて存在した高高度長時間滞空（HALE：high-altitude long-endurance）無人航空機、高高度擬似衛星（HAPS：High-altitude platform station）を開発していた企業である。本社を東京都港区に置いていた。
無人航空機メーカーのAeroVironmentとソフトバンクの合弁で設立された。2023年10月1日に親会社のソフトバンクに吸収合併されている。

## 概要
AeroVironmentはパスファインダープラス、ヘリオスプロトタイプ、グローバルオブザーバー、スイッチブレードといった無人航空機の開発を専門としている。
HAPSモバイルはAeroVironmentの知的財産権を利用し、太陽光発電による動力を用いた高度60,000フィート（約23,000m）以上で飛行するHALEもしくはHAPSを開発し通信に活用することを目指している。
2019年4月、気球を使ったインターネット接続サービスを計画しているAlphabet傘下のLoonとの提携と1億2500万ドル（約140億円）出資を発表した。これはLoon側も同条件で出資する権利を持つ。この提携によりホールセール事業の協業、地上ゲートウェイの統合、機体管理システムの最適化、HAPSアライアンスの形成などを予定している。

## Sunglider（HAWK30）
2019年4月、UAV「HAWK30」を用いたHAPS事業の展開が発表された。これは通信基地局としたHAWK30を高度20キロメートルの成層圏まで飛行させ、成層圏から直径200キロの範囲に通信を提供する計画である。
HAWK30は全長約78mで10個のプロペラを備えており、成層圏を時速約110kmで8の字旋回や円旋回する。ソーラーパネルと蓄電池を搭載し、太陽光発電による電気を動力として1度のフライトで6カ月の連続稼働が可能とされている。機体にはカーボンパイプを用いて軽量化とコストダウンが行われており、1機あたりの製造費は「フェラーリ10台分くらい」と紹介されている。
ユーザーへのサービスリンクは2.1GHz（Band1）を用いるが、WRC-23に向けて450MHz～2.6GHzまで標準化活動を行い、地上からのフィーダリンクはWRC-19に向けて6.5GHz・28GHz/31GHz・47GHzの全世界拡張、21GHz・26GHz・38GHz追加の標準化活動を行っている。この標準化活動にはFacebookやAirbusも参加している。
HAWK30は太陽光の発電角度の都合上、赤道から緯度±30度まで飛行可能という制約があるため、当初は赤道付近の国々を対象に2023年頃のサービス提供開始を予定している。また、バックアップにOneWebのLEO衛星の活用も想定している。
HAWK30は日本全体を40機程度でカバーできるが、前述の緯度の制約により「日本上空では日照時間が長い8月の1カ月前後のみ飛行可能」という限られた運用しかできない。通年で利用するため、発電能力を向上させ北緯50度まで飛行可能にする次世代機「HAWK50」を計画している。また、日本では航空機として扱われるため、航空法により型式証明など国土交通省の認証が必要であったり、地上ゲートウェイからUAVまでの通信帯域利用のため総務省との調整や法整備が必要とされている。これらの理由により日本向けは2025年頃のサービス提供開始を予定している。
2019年8月、南アフリカ共和国オーツホーンでFacebookが行った成層圏通信プラットフォーム「HAPS」の実証飛行デモンストレーションに参加。Facebookの通信システムを搭載したHAPSを高度4キロメートルで飛行させ、地上のゲートウェイから26GHzおよび38GHz帯の電波を発信してペイロードを経由して地上の端末で電波を受信する実証実験を行った。
2020年2月、通信用の成層圏気球で実績があるLoonと共同でHAWK30用の通信機器を開発した。ミリ波を使用する通信システムで機体と地上の通信を確立するだけでなく、HAWK30間の通信機能として最大700kmの距離を最大1Gbpsのデータ通信が可能とされている。
2020年7月23日には、4回目のテストフライトをもって基本試験を完了させ、同時に「Sunglider」への改称も発表された。同年9月21日には、5回目のテストフライトにて初の成層圏飛行を成功させている。
HAPSモバイルの吸収合併後、HAPSの開発はソフトバンクに継承され、商用化に向けてSunglider次世代機の開発が開始された。サブスケールモデルによる飛行試験などを経て、2024年10月2日にはアメリカ国防総省と共同で行われた実証実験の中で次世代機の成層圏飛行を成功させている。

## HAPSアライアンス
2020年2月、HAPSの普及と関連技術を開発する企業連合が設立された。参加するのはHAPSMobile、AeroVironment、Loon、Airbus Defence and Space、バーティ・エアテル、中国電信、ドイツテレコム、エリクソン、インテルサット、ノキア、ソフトバンク、テレフォニカの12社。

## 沿革
- 1994年後半 - 太陽光電力駆動のパスファインダーがNASAのEnvironmental Research Aircraft and Sensor Technology（ERAST）プロジェクトに採用[15]。
- 1995年9月11日 - パスファインダーが高度50,500フィートに到達。
- 1998年8月6日 - パスファインダープラスに改修。
- 1999年9月8日 - NASA ERASTプログラム（英語版）による電池駆動無人航空機ヘリオスプロトタイプ初飛行[16]。
- 2001年8月13日 - ヘリオスプロトタイプ高度96,863フィート（約29,500m）に到達。
- 2003年6月26日 - ヘリオスプロトタイプが太平洋に墜落[17]。
- 2005年5月 - 水素燃料電池駆動のグローバルオブザーバー試作機が試験飛行に成功[18]。
- 2007年9月 - グローバルオブザーバーがアメリカ国防総省、アメリカ合衆国国土安全保障省のJCTDプログラムに採用[19]。
- 2010年8月5日 - グローバルオブザーバーがバッテリー駆動の初飛行に成功[20]。
- 2011年
  - 1月11日 - グローバルオブザーバーが水素燃料電池駆動の初飛行に成功[21]。
  - 4月5日 - グローバルオブザーバーが墜落しJCTDプログラム終了[22]。
- 2014年2月6日 - グローバルオブザーバーの海外顧客開発のため、ロッキード・マーティンと提携[23]。
- 2017年
  - 12月1日 - AeroVironmentとソフトバンクによりHAPS事業の提携合意[24]。
  - 12月21日 - HAPSモバイル株式会社設立。
- 2019年
  - 4月25日 - UAV「HAWK30」を用いたHAPS事業展開およびLoonとの資本提携を発表。
  - 8月8日 - 「HAWK30」について連邦航空局（FAA）からハワイ州ラナイ島周辺の成層圏空域における無人航空機飛行許可証（COA2、Certificarte of Authorization）を取得[25]。
  - 8月8日 - Facebookと南アフリカのHAPSの実証飛行[26]。
  - 9月10日 - NASAのAFSRBからアームストロング飛行研究センター（AFRC）におけるテストフライトの実施に関する承認を取得[27]。
  - 9月11日 - AFRCでHAWK30の初テストフライトに成功[28]。
  - 10月23日 - AFRCでHAWK30の2度目のテストフライトに成功[29]。
- 2020年2月21日 - HAPSアライアンス設立。
- 2023年10月1日 - 親会社のソフトバンク株式会社に吸収合併される[30]。